# Nikos Goumasstadion
Het Nikos Goumasstadion (Grieks: Στάδιο Νίκος Γκούμας) is een multifunctioneel stadion in Nea Filadelfeia, een voorstad van Athene in Griekenland. In het stadion is plaats voor 28.729 toeschouwers. In 1991 werd de naam van het stadion veranderd in Nikos Goumasstadion. Nikos Goumas (1908–2001) was een Griekse zakenman en is tevens voorzitter van AEK Athene geweest van 1956 tot 1963. 

## Historie
Vanaf 1924 werd dit terrein gebruikt door vluchtelingen uit Istanbul. Die vluchten richtten de club AEK Athene op en lieten op een terrein in Nea Filadelfeia het stadion bouwen. Het stadion, toen nog Nea Filadelfeia genoemd, werd geopend op 2 november 1930 met een wedstrijd tussen AEK Athene en Olympiakos Piraeus. Deze wedstrijd eindigde in 2–2. In de jaren na de Tweede Wereldoorlog werd het stadion uitgebreid en gemoderniseerd. In 1979 kwam er een nieuwe tribune.
Bij de aardbeving van 7 september 1999 werd het stadion flink beschadigd. Er werden nog pogingen ondernomen om het te renoveren, maar uiteindelijk werd toch besloten het te sluiten en af te breken. De laatste wedstrijd in het stadion vond plaats op 3 mei 2003. Het was de wedstrijden AEK tegen Aris Thessaloniki. Uiteindelijk werd op het terrein van dit stadion een nieuw stadion gebouwd, dat werd geopend op 30 september 2022 en heet Agia Sofiastadion.

## Interlands
| Voetbalinterlands | Voetbalinterlands | Voetbalinterlands                           | Voetbalinterlands | Voetbalinterlands | Voetbalinterlands |
| №                 | Datum             | Wedstrijd                                   | Uitslag           | Competitie        | Toeschouwers      |
| ----------------- | ----------------- | ------------------------------------------- | ----------------- | ----------------- | ----------------- |
| 1                 | 18 oktober 1962   | Griekenland – Ethiopië                      | 3–2               | vriendschappelijk | 10.123            |
| 2                 | 21 november 1968  | Griekenland – Verenigde Arabische Republiek | 4–1               | vriendschappelijk | 10.010            |
| 3                 | 31 januari 1973   | Griekenland – Bulgarije                     | 2–2               | vriendschappelijk | 22.000            |
| 4                 | 15 februari 1978  | Griekenland – Oostenrijk                    | 1–1               | vriendschappelijk | 11.297            |
| 5                 | 20 januari 1982   | Griekenland – Portugal                      | 1–2               | vriendschappelijk | 8.753             |
| 6                 | 10 maart 1982     | Griekenland – Sovjet-Unie                   | 0–2               | vriendschappelijk | 8.000             |
| 7                 | 17 april 1991     | Griekenland – Zweden                        | 2–2               | vriendschappelijk | 3.900             |
| 8                 | 19 februari 1997  | Griekenland – Portugal                      | 0–0               | vriendschappelijk | 1.500             |
| 9                 | 10 november 2001  | Griekenland – Estland                       | 4–2               | vriendschappelijk | 1.200             |